# القوات الجوية الليبية
القوات الجوية الليبية هي سلاح الجو التابع للجيش الليبي. يبلغ تعداد سلاح الجو الليبي 23 ألفاً عسكري، منهم قيادة الدفاع الجوي، ونحو 15 ألف مجندين تجنيداً إلزامياً.
وتضم 273 طائرة مقاتلة، و41 طائرة عمودية مسلّحة، ساعات الطيران: 85 ساعة.

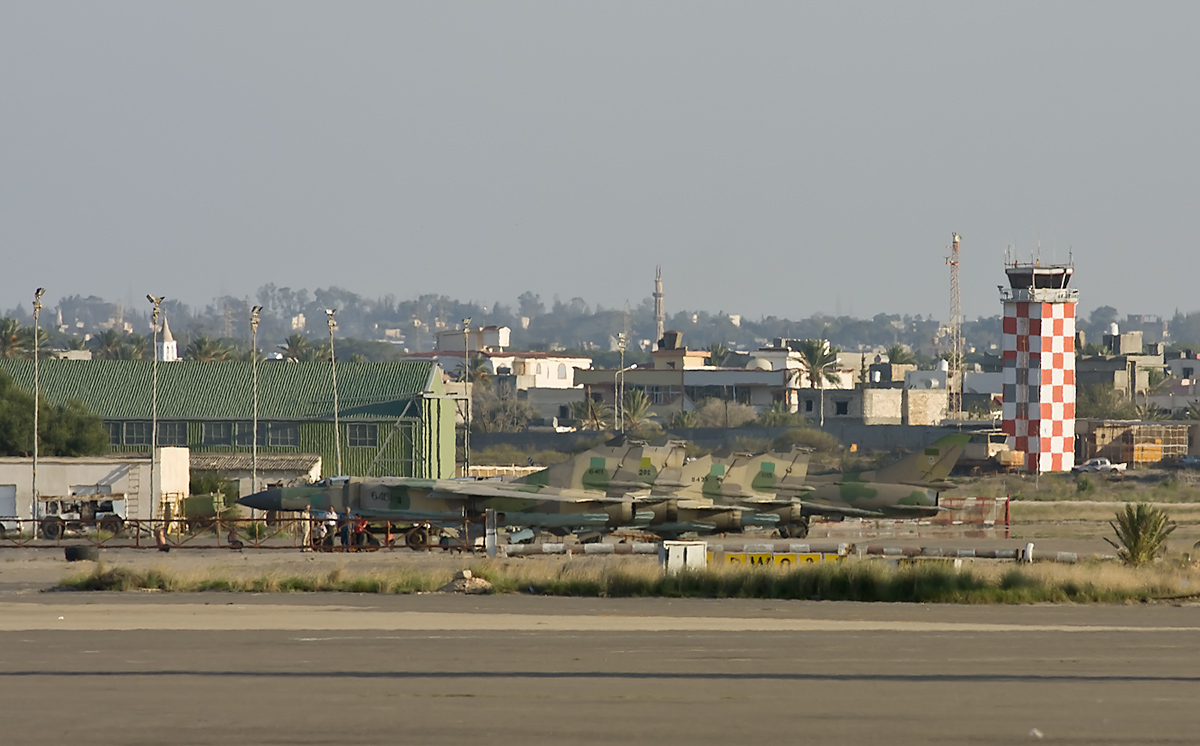
ميغ-23.

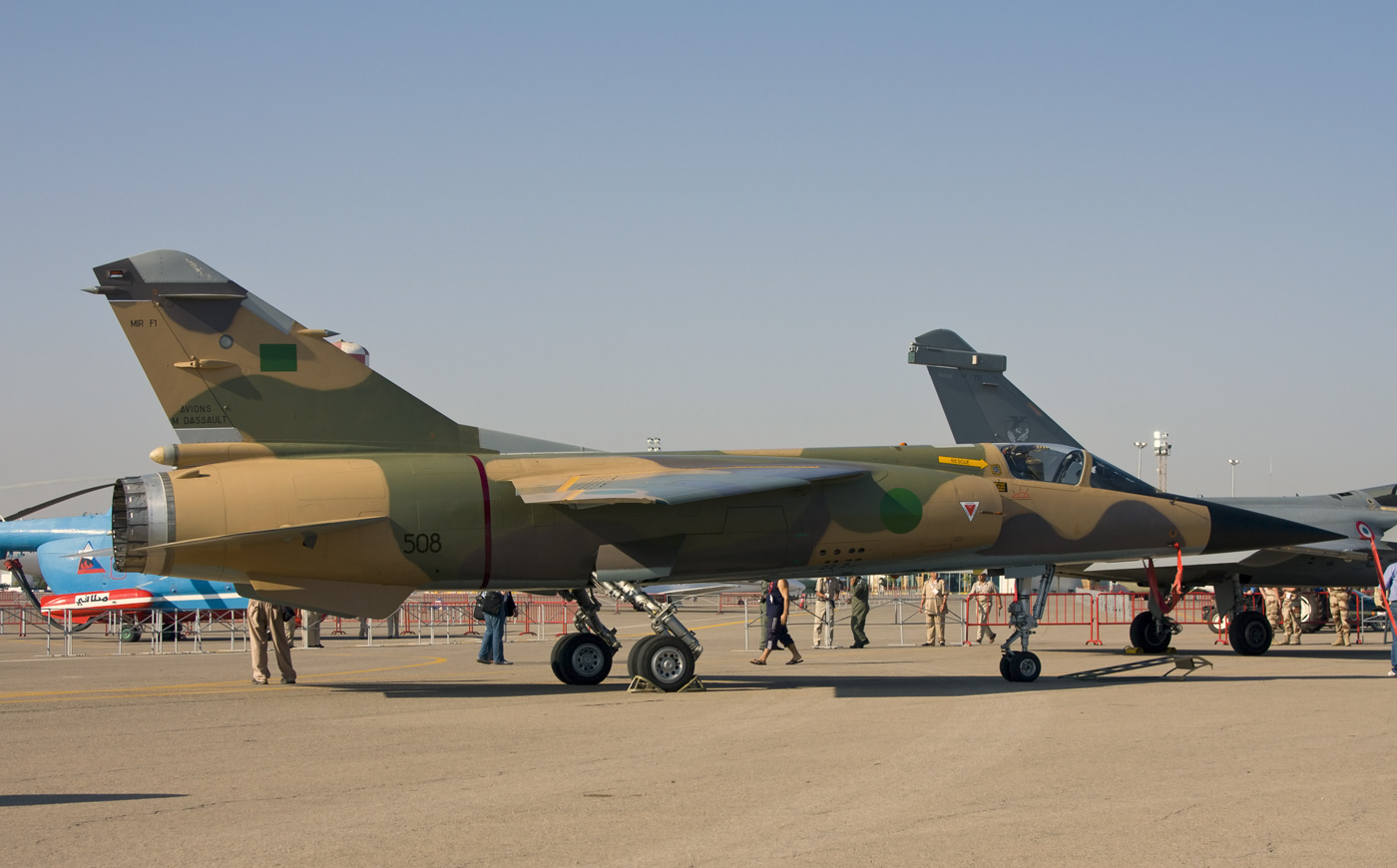
ميراج إف1.

## تاريخ القوات الجوية الليبية

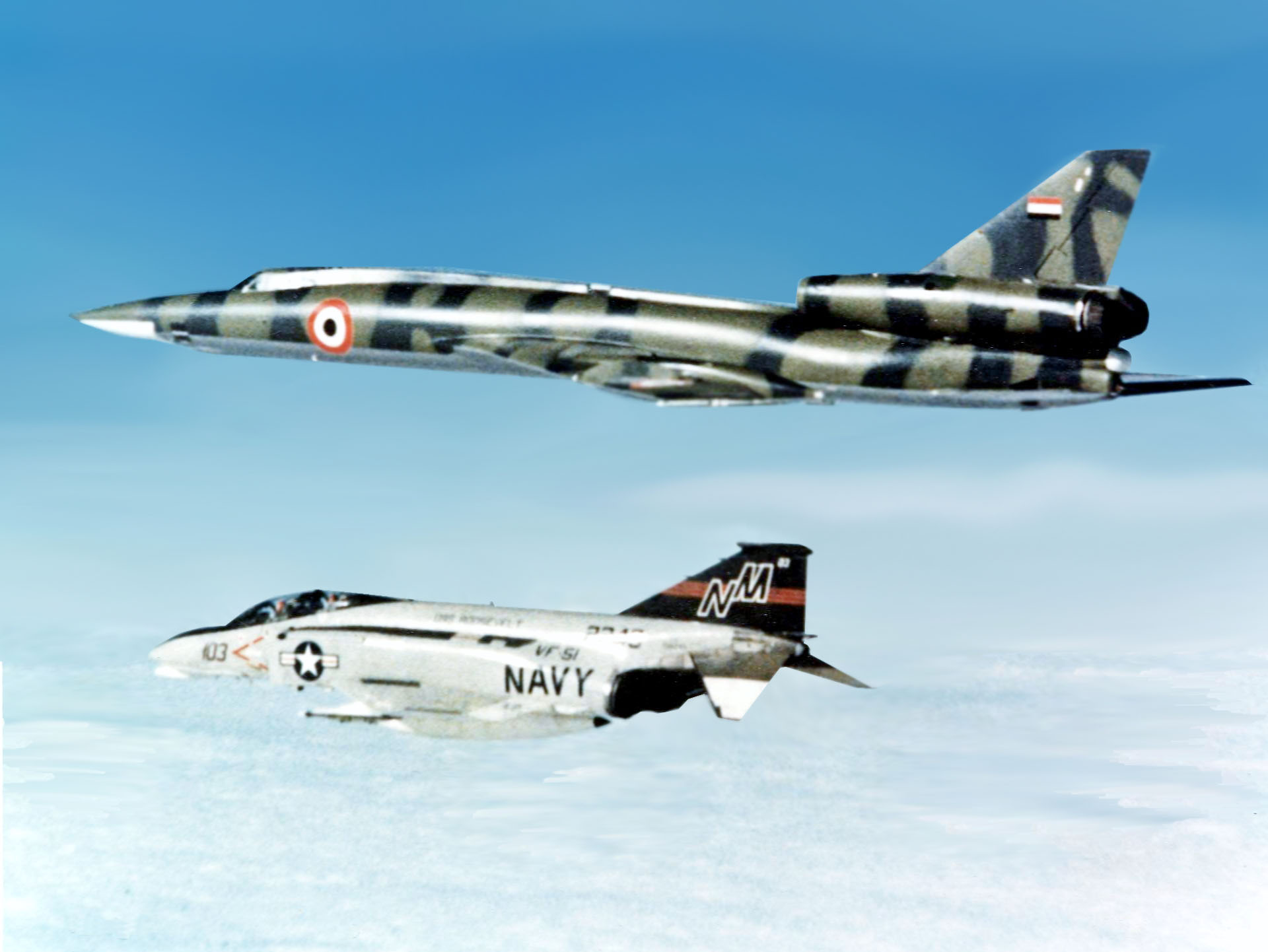
طائرة إف 4 فانتوم الثانية الأمريكية تراقب طائرة تو-22 الليبية عام 1977م.

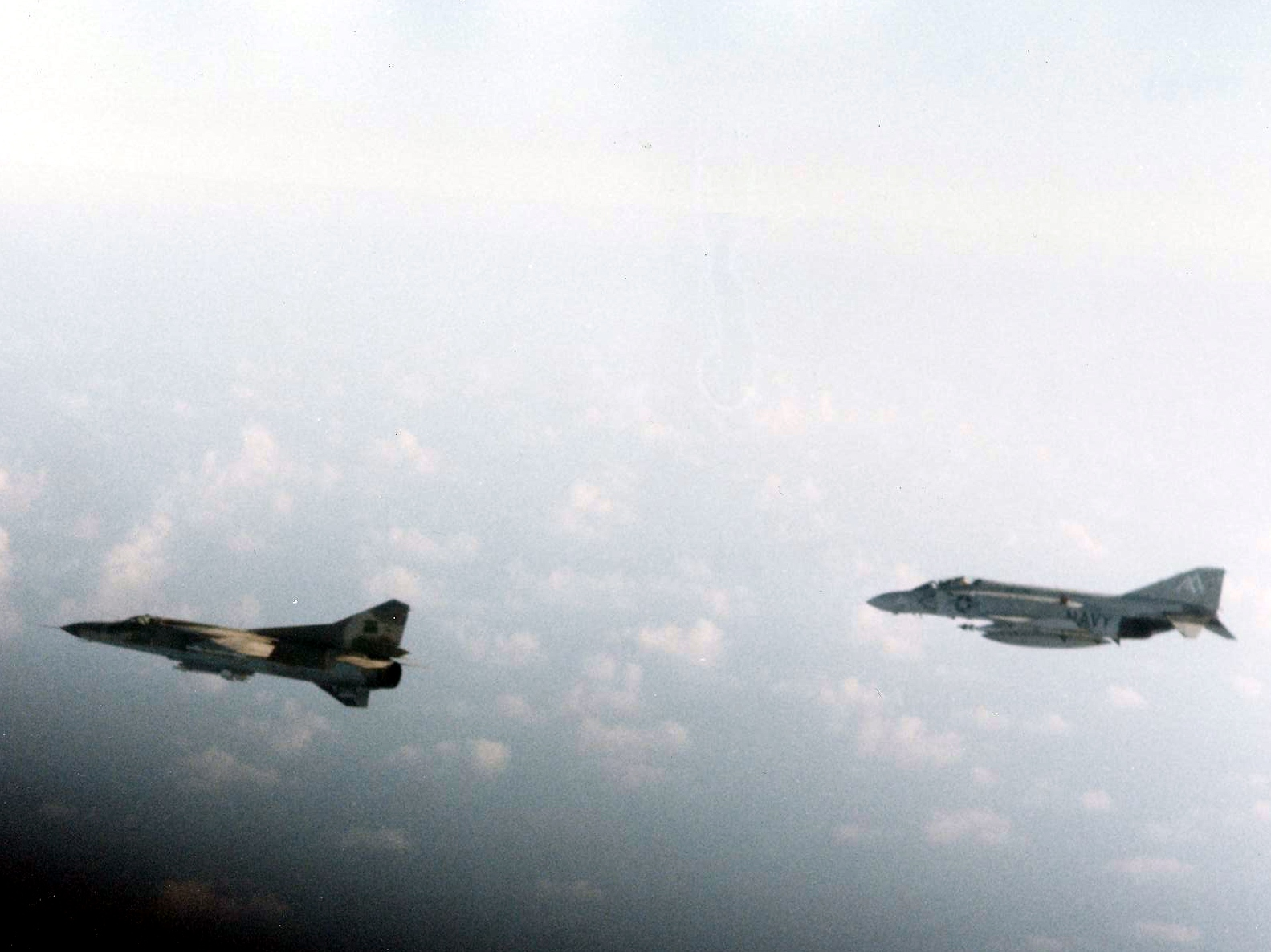
طائرة ميغ 23 الليبية وطائرة إف 4 فانتوم الثانية عام 1981م.

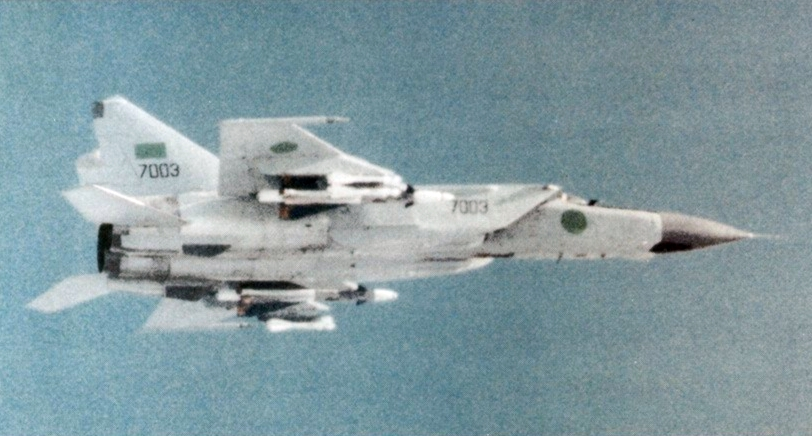
طائرة ميغ 25 الليبية ، ألقتطها القوات المسلحة الأمريكية سنة 1985م.

اسس السلاح الجوي الليبي بتاريخ 13 سبتمبر 1962 م بقرار من وزير الدفاع يونس عبد النبي بالخير، وكان يسمى قبل قيام انقلاب سبتمبر بالسلاح الجوي الملكي وقد تم تكليف المقدم طيار الهادي سالم الحسومي كمعاون رئيس اركان الجيش لشئون الطيران، وكلف المقدم محمد شنيب بالعمليات والمقدم فني محمد هامان بالصيانة.

### قرار وزير الدفاع بشأن السلاح الجوي الملكي الليبي
نص القرار
وزير الدفاع
بعد الاطلاع على المرسوم الملكي بقانون الصادر في 3 من يونيه 1961 م.
وبناء على ما عرضه رئيس اركان الجيش.

قرر
- مادة - 1 : يطلق على القوات العسكرية الجوية اسم السلاح الجوي الملكي الليبي.
- مادة - 2 : يعين لقيادة السلاح الجوي الملكي الليبي، ضابط جوي يكون مساعدا لرئيس اركان الجيش الليبي للشئون الجوية.
- مادة - 3 : يقوم رئيس اركان الجيش بإنشاء المديريات والمؤسسات الفنية المتعلقة بالسلاح الجوي الملكي الليبي ويحدد :اختصاصاتها.
- مادة - 4 : يشكل رئيس اركان الجيش لجنة لإعداد كادر تشكيلات السلاح الجوي الملكي الليبي تمهيدا لوضع الكادر المذكور.
- مادة - 5 : على رئيس اركان الجيش تنفيذ هذا القرار ويعمل به من تاريخ صدوره.

صدر في طرابلس الغرب بتاريخ 13 سبتمبر 1962 م
يونس عبد النبي بالخير
وزير الدفاع

## ملاك السلاح الجوي قبل انقلاب سبتمبر
كان ملاك السلاح الجوي قبل انقلاب سبتمبر يتكون من:
- 10 طائرات مقاتلة أمريكية الصنع من طراز إف-5
- 4 طائرات تدريب أمريكية الصنع من طراز لوكهيد تي-33
- 6 طائرات نقل عسكري أمريكية الصنع من طراز دوجلاس سي-47

## تمركز السلاح الجوي
تمركز السلاح الجوي قبل انقلاب سبتمبر في جزء صغير جدا من قاعدة هويلس الأمريكية، والتي تغير اسمها بعد انقلاب سبتمبر لتصبح قاعدة عقبة بن نافع ثم تغير اسمها إلى قاعدة امعيتيقة الجوية ثم إلى مطار معيتيقة الدولي.

## التسمية
قبل قيام انقلاب سبتمبر 1969 كان سلاح الجو الليبي يسمى رسميا بالسلاح الجوي الملكي الليبي، وكان يرأسه المقدم طيار الهادي الحسومي وهو طيار على طائرة تي 33 وسي 47 ويعتبر الهادي سالم الحسومي أول طيار ليبي ومؤسس السلاح الجوي الليبي سنة 1962.
بعد قيام انقلاب سبتمبر سمي باسم السلاح الجوي العربي الليبي وكلف المقدم طيار صالح المهدي الفرجاني بأمرته وهو طيار على طائرة الجت ستار.
ثم سمي باسم القوات الجوية العربية الليبية وكلف العقيد طيار صالح عبد الله صالح بامرته وهو طيار على سي 47. ثم كلف العقيد طيار نوح فرج هيبة بامرة القوات الجوية وهو طيار على التي يو.
ثم تم دمج القوتين الجوية والدفاع الجوي في قوة واحد وسميت باسم رئاسة أركان الدفاع الجوي وكلف العقيد جمعه عوض برئاسة أركان الدفاع الجوي، علما بأنه من قوات الدفاع الجوي.ثم كلف العقيد الريفي علي الشريف وهو الآن برتبة لواء برئاسة أركان الدفاع الجوي، ثم غير الاسم إلى ركن الدفاع الجوي ثم تولي العميد صقر الجروشي رئاسة الأركان الذي تمت إقالته من منصبه بسبب عدم تطبيق معايير النزاهة في حقه منذ منتصف شهر ديسمبر 2011.

## المعارك التي شارك فيها
- حرب تشاد
- المناوشات المصرية الليبية عام 1977
- الحرب الأهلية الليبية 2011
- الحرب الأهلية الليبية (2014–الآن)

## ركن الدفاع الجوي
يتكون ركن الدفاع الجوي من شؤون الطيران وشؤون الدفاع، وعدة شعب تخصصية. يتمركز ركن الدفاع الجوي في الوقت الحاضر في مدينة هون بمنطقة الجفرة وهي منطقة تبعد عن البحر حوالي 330 كلم تقريبا، وعن مدينة طرابلس حوالي 650 كلم تقريبا.

## شؤون الطيران
يتكون من القواعد والمطارات، وعدة مكاتب وأقسام ومراكز.

### مطار معيتيقة العسكري

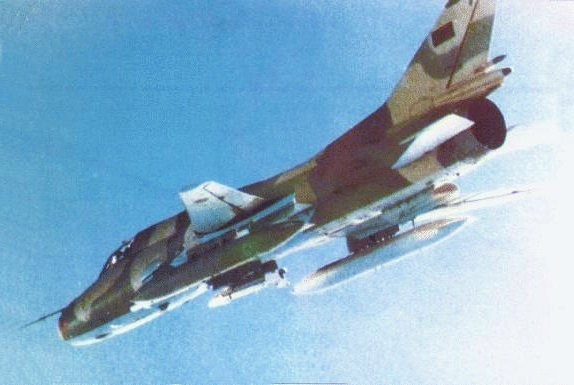
طائرة Su-22M-3K

في سنة 1911 غزت إيطاليا ليبيا، ولكنها وجدت مقاومة كبيرة من المجاهدين لم تستطيع ايقافها رغم قوتها وجبروتها، وهكذا اضطرت إيطاليا لادخال الطائرات لأول مرة في التاريخ لضرب قوات المجاهدين، ولهذا السبب كانت مضطرة لاقامة مهبط لهبوط طائراتها فاختارت في سنة 1923 م موقع ملاحة كانت شرقي مدينة طرابلس وعلى شاطئها وتبعد عنه حوالي 11 كلم، لتكون مهبطا لطائراتها، وتم إنشاء مهبط أو قاعدة الملاحة في سنة 1923 م على الأحداثيات التالية : شرقا 39,53، 32 وشمالا 34، 12, 13
وفي سنة 1943 م بعد استيلاء بريطانيا على طرابلس سييرت من قبل التاج البريطاني، ثم في تاريخ 15 أبريل 1945 أُستغلت القاعدة من قبل السلاح الجوي الأمريكي لغرض التدريب.
بتاريخ 17 مايو 1945 أعيد تسميتها باسم الملازم طيار / ريتشارد ويلس الذي سقطت به طائرة في إيران في اوئل تلك السنة.
دخلت قاعدة الملاحة العمل الفعلي في 1 يناير 1948، وفي 15 مايو 1948 عطلت القاعدة واوقفت عن العمل، ثم اعيد تشغيلها كقاعدة خدمات جوية في 1 يونيو 1948 م.
وفي سنة 1951 تم عقد اتفاقية تشغيل لمدة 20 عامًا مع الحكومة الليبية مقابل عدة ملايين في العام ووافقت الحكومة بسبب عدم وجود مصادر دخل للدولة(لم يكتشف النفط الي أواخر الستينات) في ذلك الوقت وبهذه الاتفاقية تحصلت الدولة على الأموال لميزانية الدولة وبناء البلاد.

## شؤون الدفاع
يتكون من الفرق والألوية وكتائب الدفاع الجوي، وعدة مكاتب وأقسام ومراكز.

## مخزون الطائرات
| الطائرات                   | بلد الأصل/الشراء        | النوع                | الطراز       | في الخدمة    |
| طائرة مقاتلة               | طائرة مقاتلة            | طائرة مقاتلة         | طائرة مقاتلة | طائرة مقاتلة |
| -------------------------- | ----------------------- | -------------------- | ------------ | ------------ |
| ميراج إف1                  | فرنسا                   | طائرة مقاتلة         | F1ED         | 2            |
| ميغ-21                     | الاتحاد السوفيتي        | طائرة مقاتلة         | MiG‑21       | 12           |
| ميغ-23                     | الاتحاد السوفيتي        | طائرة مقاتلة         | MiG‑23       | 10           |
| سو-22                      | الاتحاد السوفيتي        | طائرة هجومية         | SU-22        | 2            |
| طائرة تدريب                |                         |                      |              |              |
| آيرو إل-39 ألباتروس        | تشيكوسلوفاكيا           | light attack/trainer | Aero L-39ZO  | 100+         |
| طائرة نقل عسكري            |                         |                      |              |              |
| سي-130 هيركوليز            | الولايات المتحدة        | نقل متوسط            | C-130H/L100  |              |
| إليوشن إي أل-76            | الاتحاد السوفيتي        | نقل متوسط            |              |              |
| أنتونوف أن-26              | الاتحاد السوفيتي        | نقل متوسط            |              |              |
| أنتونوف أن-72              | الاتحاد السوفيتي        | نقل متوسط            |              | 1            |
| مروحية                     |                         |                      |              |              |
| بوينغ سي إتش-47 شينوك      | الولايات المتحدة        | مروحية نقل ثقيلة     | CH-47C       | 8            |
| أغستاوستلاند إيه دبليو 139 | إيطاليا                 | مروحية نقل           | AW139        |              |
| ميل مي-2                   | بولندا                  | مروحية نقل           | Mi-2         | 4            |
| ميل مي-8                   | الاتحاد السوفيتي        | مروحية نقل           | Mi-8T/MT     | 3            |
| ميل مي-14                  | الاتحاد السوفيتي        | ASW مروحية           | Mi-14        | 4            |
| ميل مي-17                  | الاتحاد السوفيتي/ روسيا | مروحية نقل           | Mi-17        | 6            |
| ميل مي-24                  | الاتحاد السوفيتي        | مروحية قتال          | Mi-25        | 3            |
| طائرة بدون طيار            |                         |                      |              |              |
| Aeryon Scout               | كندا                    | Miniature UAV        | Aeryon Scout | 2            |